# Ring 2 (Brønderslev)
 For alternative betydninger, se Ring 2. (Se også artikler, som begynder med Ring 2)
Ring 2 ofte benævnt O2 er en ca. 10 km lang ringvej der går halvvejs rundt om Brønderslev. 
Ringvejen skal være med til at få den tunge trafik uden om Brønderslev, så byen ikke bliver belastet af så meget gennemkørende trafik, der skal mod Saltum, eller mod Hjørring, Hirtshals eller Aalborg af Hirtshalsmotorvejen E39 eller sekundærrute 190.
Vejen består af Agdrupvej - Sdr Omfartsvej - Ålborgvej og Hjørringvej. 